# Le Moment le plus beau
Pour plus de détails, voir Fiche technique et Distribution.
Le Moment le plus beau (Il momento più bello) est un film italien de Luciano Emmer, sorti en 1957.

## Synopsis
Pietro est un jeune médecin adepte de l'accouchement sans douleur. Il entretient une relation discrète avec une jeune infirmière, qu'il ne peut plus cacher lorsque celle-ci tombe enceinte. Leur projet de mariage est contrarié.

## Fiche technique
- Titre original : Il momento più bello[1]
- Titre français : Le Moment le plus beau
- Réalisation : Luciano Emmer
- Assistants réalisateurs : Paolo Heusch, Rinaldo Ricci
- Scénario : Sergio Amidei, Luciano Emmer, Glauco Pellegrini, Ugo Pirro, Vasco Pratolini
- Producteur : Giorgio Agliani
- Musique : Nino Rota
- Photographie : Luciano Trasatti
- Montage : Jolanda Benvenuti
- Décors : Beni Montresor
- Pays d'origine :  Italie
- Format : Noir et blanc - 35 mm - Son : Mono (Western Electric Mirrophonic Recording)
- Genre : Comédie dramatique
- Langue : anglais
- Durée : 92 minutes
- Dates de sortie : 
  - Italie : 21 mars 1957
  - France : 17 août 1962
- Classification :
  - Italie : Interdit aux moins de 14 ans[1]

## Distribution
- Marcello Mastroianni : Pietro Valeri
- Giovanna Ralli : Luisa Morelli
- Marisa Merlini : Margherita Rosati
- Bice Valori : Carla
- Ernesto Calindri : Le directeur de la clinique
- Riccardo Garrone : Dr. Benvenuti
- Emilio Cigoli : Morelli
- Giuliano Montaldo : Don Grazini
- Sergio Bergonzelli : Mr Mancini
- Victor André : Le Professeur Grimaldi
- Clara Bindi : Matilde Fontana
- Roswita Schmidt : Marcella Novelli
- Franco Orsini : Dr. Redi
- Rolfo Micalizzi : Anselmo Masucci